# غواصة غال
الغواصة تايب 540 فئة غال هي نسخة معدلة قليلاً من فئة الغواصات الألمانية أتش دي دبليو تايب 206 (والتي تشمل القبة المميزة، أو البروز في مقدمة الغواصة)، وفقاً للمتطلبات الإسرائيلية. بُنيت غواصات فئة غال وفقاً للمواصفات الإسرائيلية باسم فيكرز تايب 540 في أحواض فيكرز لبناء السفن في بارو إن فورنيس في المملكة المتحدة بدلاً من ألمانيا لأسباب سياسية.
كانت الغواصات فئة غال هي أول غواصات تخدم في البحرية الإسرائيلية وتبنى وفقاً لمواصفاتها. لتحل محل الجيل السابق من الغواصات المتقادمة التي استخدمتها البحرية الإسرائيلية منذ 1958 والتي خضعت للتجديد والترقية من الغواصات البريطانية فئة إس وتي؛ التي يرجع تصميم بدنها إلى العقد الذي سبق الحرب العالمية الثانية.

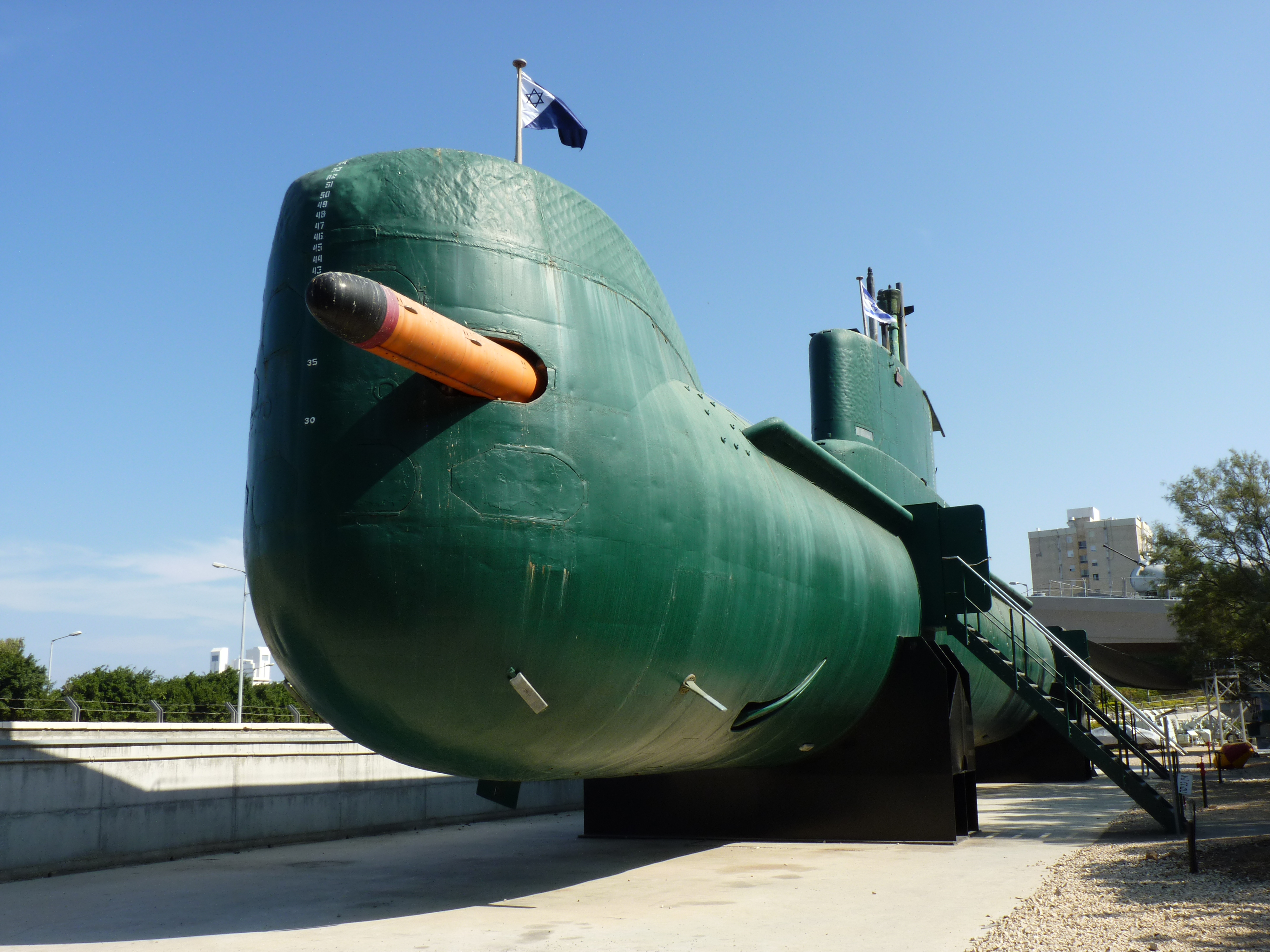
آخي غال معروضة في المتحف البحري في حيفا، وتظهر المداخل المقطوعة في الهيكل

ترقت هذه الغواصات الصغيرة، بيد أنها رشيقة ومتطورة، باستمرار بأنظمة أحدث للحفاظ على تفوقها التكنولوجي منذ دخولها الخدمة في أواخر السبعينيات. كانت هذه الغواصات غير عادية إلى حد ما من حيث أن جميع غواصات الفئة كانت في وقت ما مجهزة بقاذفات صواريخ سطح - جو بستة أنابيب قابلة للسحب يتم التحكم فيها من داخل الغواصة، على الرغم من إزالتها لاحقاًً. ذكرت صحيفة معاريف الإسرائيلية أن الغواصات من فئة غال كانت نشطة في حرب لبنان 1982. خلال هذه الحرب، أطلقت إحدى غواصات غال طوربيدين وأغرقت قارباً للاجئين اللبنانيين، مما أسفر عن مقتل 25 شخصاً كانوا على متنه. أُضيفت أنابيب طوربيد لإطلاق صواريخ هاربون المضادة للسفن وأنظمة مكافحة الحرائق المرتبطة بها إلى جميع الغواصات من فئة غال خلال 1983. كما زودت الغواصات بطوربيدات مارك 37 [الإنجليزية] نسخة إن تي 37إي الجديدة لتحل محل طوربيدات مارك 37 المتقادمة في 1987–88. خضعت الغواصات للترقية بالكامل في 1994-1995، بما في ذلك إضافة أجهزة الاستشعار المحسنة ونظام التحكم في الحرائق.
استُبدلت غواصات غال بغواصات جديدة أكبر بكثير من فئة دولفين في أواخر التسعينيات، من إنتاج ها دي ڤيه في ألمانيا. توقف تشغيل غواصات غال في أوائل العقد الأول من القرن الحادي والعشرين. فُككت إحداها للخردة فيما أُرسلت اثنتان إلى شركة أتش دي دبليو في ألمانيا على أمل العثور على مشتر أجنبي. عندما فشل العثور على أحد منهم، شُحنت إحداهما (آخي غال) مرة أخرى إلى حيفا في أكتوبر 2007. وهي معروضة في المتحف البحري الإسرائيلي حالياً. أُجريت بعض التغييرات في الغواصة ليتمكن الزوار من دخولها، مثل قطع مداخل في المنفذ (الجانب الأيسر).

## الغواصات
كانت الغواصة الأولى التي جرى تكليفها هي آخي غال في ديسمبر 1976. وقد تضررت عندما صدمت القاع في رحلة التسليم الخاصة بها ولكن جرى إصلاحها. وهي معروضة حالياً في المتحف البحري الإسرائيلي في حيفا.
سُميت الغواصتين التاليتين من فئة غال على اسم سابقتيهما من الغواصات الإسرائيلية المتقاعدة من فئة تي البريطانية واللتين أخذتا اسميهما من اثنين من وحوش البحر المذكورة في سفر إشعياء الإصحاح 51 - الآية 9:
«اِسْتَيْقِظِي، اسْتَيْقِظِي! الْبَسِي قُوَّةً يَا ذِرَاعَ الرَّبِّ! اسْتَيْقِظِي كَمَا فِي أَيَّامِ الْقِدَمِ، كَمَا فِي الأَدْوَارِ الْقَدِيمَةِ. أَلَسْتِ أَنْتِ الْقَاطِعَةَ رَهَبَ (راهاف [الإنجليزية])، الطَّاعِنَةَ التِّنِّينَ (تانين)؟».
هذان الأسمان أُطلقا على غواصتين من فئة دولفين أيضاً.
| الاسم                 | الباني      | أُطلقت          | دُشنت           | الوضع الحالي                                   |
| --------------------- | ----------- | -------------- | -------------- | ---------------------------------------------- |
| آخي غال               | فيكرز، بارو | 2 ديسمبر 1975  | يونيو 1976     | خرجت من الخدمة في 2000 وتحولت إلى متحف في 2007 |
| آخي تانين (غور سابقاً) | فيكرز، بارو | 25 أكتوبر 1976 | يونيو 1977     | خرجت من الخدمة في 2002                         |
| آخي راهاف             | فيكرز، بارو | 8 مايو 1977    | 18 ديسمبر 1977 | خرجت من الخدمة في 1997                         |

## وصلات خارجية
- Conway's All the World's Fighting Ships 1947–1995
- http://www.submarines.dotan.net/gal/
- http://www.globalsecurity.org/military/world/israel/gal.htm
- http://www.dolphin.org.il